# Costanza (Germania)
Costanza (in tedesco Konstanz, pronuncia /ˈkɔnstants/; in alemanno: Konschdanz, pronuncia /ˈkɔnʃtants/) è una città di 85 859 abitanti, sulla riva del Lago di Costanza nell'angolo sud-occidentale della Germania, che confina con la Svizzera.

## Geografia fisica
Costanza è situata sul fiume Reno, che nasce dalle Alpi svizzere e scorre attraverso il Lago di Costanza, dividendo in due la città. A nord del fiume si trova la parte più grande, con aree residenziali e insediamenti industriali; mentre a sud del fiume si trova la Città Vecchia, che ospita i centri amministrativi e le aree commerciali. La Città Vecchia confina a sud con la città svizzera di Kreuzlingen.

## Storia

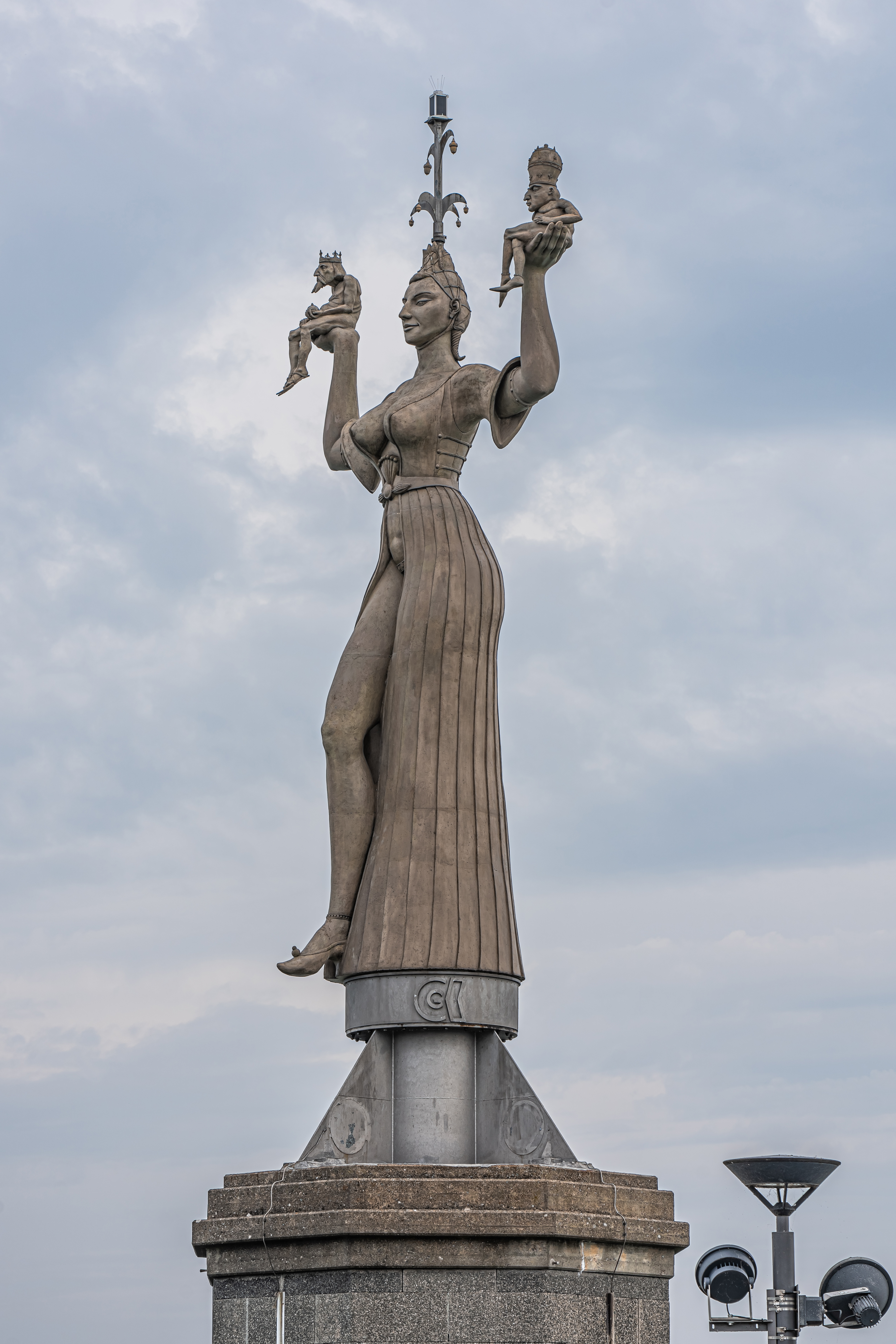
La statua di Imperia

In questa città fu siglato nel 1153 il trattato di Costanza, mentre nel 1183 la cosiddetta pace di Costanza. Nel 1211, la città preparava l'arrivo dell'imperatore  Ottone IV di Brunswick ma quando, invece, alle sue porte si presentò Federico II, dopo aver appreso della scomunica di Ottone da parte di papa Innocenzo III la città accolse e protesse il giovane Svevo. La località fu inoltre sede del Concilio di Costanza (1414-1418) e luogo dove Jan Hus venne bruciato sul rogo (1415).
Fu anche la città natale del conte Ferdinand von Zeppelin, costruttore dei famosi dirigibili Zeppelin.
Nel corso del Novecento ha incorporato il territorio di alcuni comuni soppressi: Allmannsdorf, Wollmatingen, Litzelstetten, Dingelsdorf e Dettingen.

## Monumenti e luoghi d'interesse

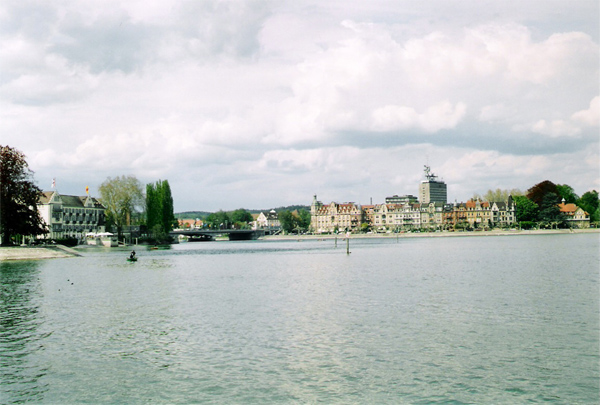
Costanza (vista dal lungolago).

Costanza è una popolare meta turistica, ciononostante il ritmo della vita è molto tranquillo. Il lago è circondato da colline ricoperte di foreste, prati e vigneti. Dai piccoli villaggi sulle colline si gode di un'eccezionale vista sul lago.
Le attrazioni principali sono il centro storico, il lungolago "Seestraße",l'Isola di Mainau. Altre attrazioni nelle vicinanze sono l'Isola di Reichenau con la sua abbazia, la cittadina di  Meersburg, l'antica fortezza di Hohentwiel. Nella vicina Svizzera, la città di Sciaffusa con le cascate del Reno e la città di San Gallo. All'interno di Costanza sono principalmente costituiti da edifici e monumenti di interesse storico. Costanza fu la città natale del conte Ferdinand von Zeppelin. C'è un monumento dedicato a lui nel parco vicino al porto, e la sua ex abitazione è diventata un hotel-ristorante di lusso.
Uno dei simboli della città è rappresentato dalla grande statua di Imperia del controverso artista Peter Lenk posta all'entrata del porto. La figura di Imperia si può identificare storicamente con Imperia Cognati, famosa cortigiana e prostituta alla corte papale a Roma nel primo Cinquecento. Imperia, dunque, visse quasi un secolo dopo il Concilio e non visitò mai Costanza, ma è collegata ad esso dal romanzo di Balzac, La bella Impéria, nel quale seduce i delegati che vi partecipavano. La statua pertanto rappresenta gli aspetti meno pii del Concilio di Costanza. I due uomini nelle sue mani si identificano in papa Martino V e l'imperatore Sigismondo. Il primo venne eletto durante detto concilio, rimpiazzando tre Papi in competizione. L'altro era in carica durante il concilio, e rappresenta il potere secolare. Entrambi sono nudi, ad eccezione dei simboli del loro potere. 
Gran parte degli edifici interessanti si trovano nella Altstadt (Città Vecchia), che è abbastanza grande, se si considerano le dimensioni della Costanza odierna. La città vecchia è dominata dalla maestosa cattedrale Münster, un paio di chiese e alcune torri, una delle quali indica il luogo dove sorgeva l'antico ponte medioevale sul Reno. La parte più romantica e pittoresca della città si trova tra la cattedrale e il Reno ed è chiamata Niederburg (Basso Castello). Qui gli edifici sono i più vecchi e le strade le più strette. L'area attorno alla Marktstätte (la piazza del mercato, in origine spiaggia del mercato) è la parte più vitale della Altstadt.
Al di fuori del centro storico, è possibile raggiungere il Bismarcksteig e camminare fino in cima alla collina per raggiungere la torre Bismarckturm, che si trova in cima alla collina ed è visibile da gran parte della città. Questo punto è favorito dai romantici come luogo dove potersi sedere a guardare il tramonto, con una bella vista sopra le vigne e fino alla città e al lago.
Oltre questa torre, più a nord, si trova l'università di Costanza, fondata nel 1966. Questo complesso tentacolare rappresenta un esempio di stravaganza architettonica. La biblioteca vale la pena di essere visitata. È attualmente la più grande biblioteca della Germania. L'università è frequentata da più di 10 000 studenti. Si trova in cima a una collina (Gießberg), tra la foresta e i prati, e guarda sul lago.

## Amministrazione

### Gemellaggi
Costanza è gemellata con:
- Fontainebleau, dal 1960
- Richmond upon Thames, dal 1983
- Tábor, dal 1984
- Lodi, dal 1986
- Suzhou, dal 2007